# Cangas do Morrazo
Cangas do Morrazo (galicisch Cangas do Morrazo, spanisch Cangas de Morrazo) ist eine galicische Stadt in der Provinz Pontevedra im Nordwesten Spaniens mit 26.714 Einwohnern (Stand: 2024).

## Geographie

### Geographische Lage

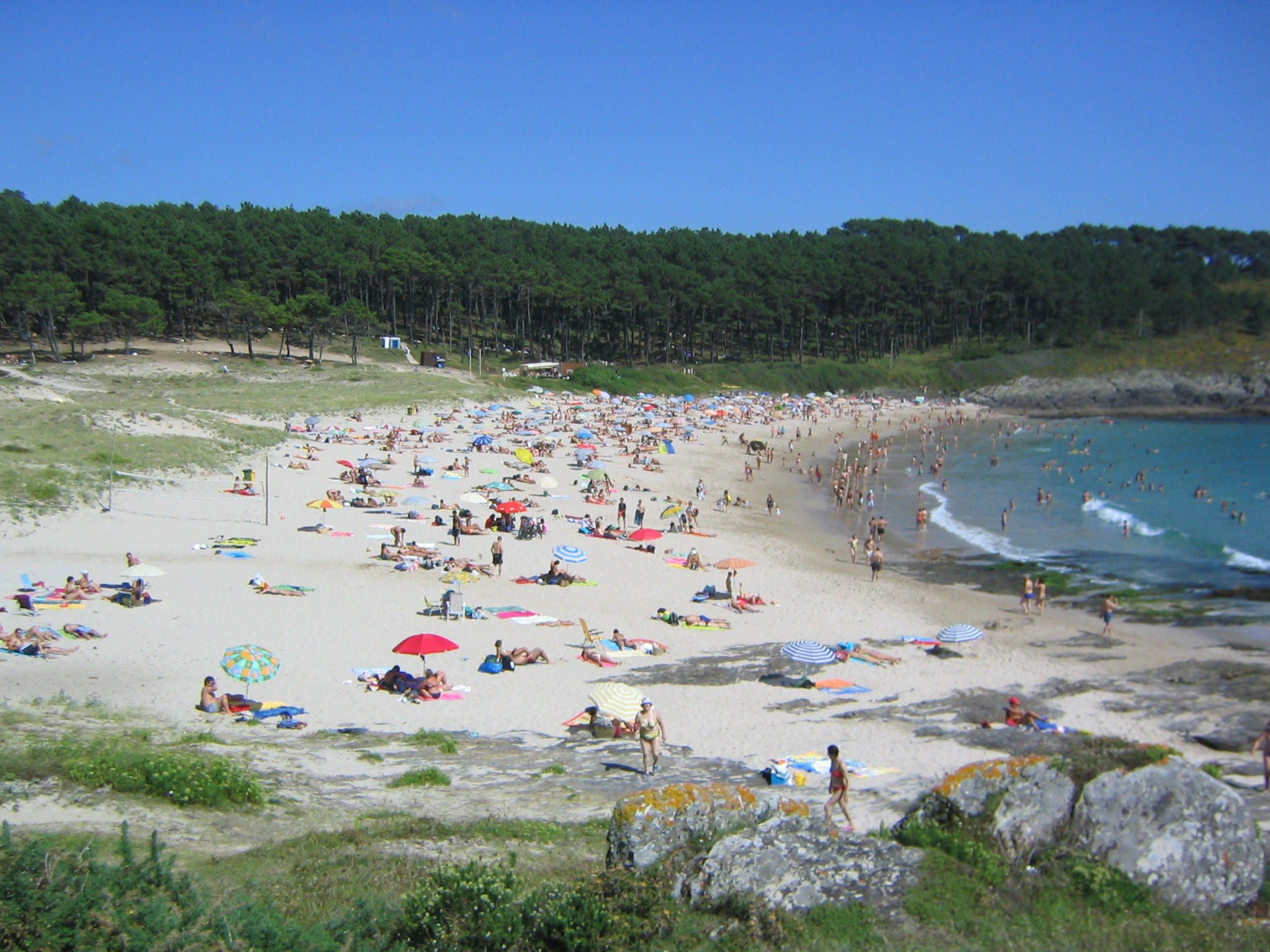
Playa de Melide in Cangas

Cangas liegt in der Comarca O Morrazo auf einer Halbinsel im Norden der Ría de Vigo. Nachbargemeinden sind Bueu im Norden und Moaña im Osten, im Süden wird das Stadtgebiet von der Ría de Vigo, im Westen und im Nordwesten vom Atlantik begrenzt. Die von drei Seiten vom Meer umgebene Gemeinde besitzt zahlreiche Strände. Die Provinzhauptstadt Pontevedra liegt etwa 30 km entfernt im Nordosten, Santiago de Compostela befindet sich knapp 100 km entfernt.

## Geschichte
Cangas do Morrazo wurde 1160 erstmals in einer Schenkung von Ferdinand II. urkundlich erwähnt. Ab 1497 ist ein Hafen in Cangas nachweisbar. 1862 wurden die beiden Parroquias Aldán und O Hío aus der Gemeinde Bueu nach Cangas umgegliedert.
Einwohnerentwicklung:

## Gemeindegliederung
Die Gemeinde Cangas do Morrazo ist in fünf Parroquias gegliedert:
| Parroquias | Patrozinium             | Einwohner 2024 | Fläche km² | Dichte Einw./km² | Höhe msnm | Ortskennzahl |
| ---------- | ----------------------- | -------------- | ---------- | ---------------- | --------- | ------------ |
| Aldán      | San Cibrán              | 2.396          | 7,63       | 314              | 4         | 36008010000  |
| Cangas     | Santiago e San Salvador | 6.823          | 0,60       | 11.372           | 6         | 36008020000  |
| Coiro      | San Salvador            | 6.993          | 6,82       | 1.025            | 123       | 36008030000  |
| Darbo      | Santa María             | 7.635          | 6,90       | 1.107            | 64        | 36008040000  |
| O Hío      | Santo André             | 2.960          | 15,85      | 187              | 133       | 36008050000  |

## Wirtschaft
| Ackerbau, Viehzucht und Fischerei                                                  | 0588   | 05,80  |
| Industrie                                                                          | 01.602 | 015,80 |
| Bauwirtschaft                                                                      | 0613   | 06,05  |
| Dienstleistungsbetriebe                                                            | 07.334 | 072,35 |
| Total                                                                              | 10.137 | 100,00 |
| * Daten aus dem Statistischen Amt für Wirtschaftliche Entwicklung in Galicien, IGE |        |        |

## Infrastruktur
Über die Autopista del Atlántico (AP-9), die Cangas mit Vigo, Pontevedra, Santiago de Compostela und La Coruña verbindet, ist die Stadt an das spanische Fernstraßennetz angeschlossen. Es bestehen regelmäßige Busverbindungen nach Vigo und Pontevedra, wo sich auch die nächstgelegenen Bahnhöfe befinden. Über die Ría bestehen Fährverbindungen nach Vigo, im Sommer bestehen zudem Verbindungen zu den Illas Cíes.

## Sport
Der Handballverein Club Balonmán Cangas (Frigoríficos Morrazo) spielt in der ersten spanischen Liga, der Liga ASOBAL.

## Städtepartnerschaften
- Lajes do Pico, seit 2003[10]

## Söhne und Töchter der Stadt
- Carlos Pérez (* 1979), Kanute
- David Cal (* 1982), Kanute
- Teresa Portela (* 1982), Kanutin
- Rodrigo Germade (* 1990), Kanute
- Rodrigo Corrales (* 1991), Handballspieler